# 吾妻桥

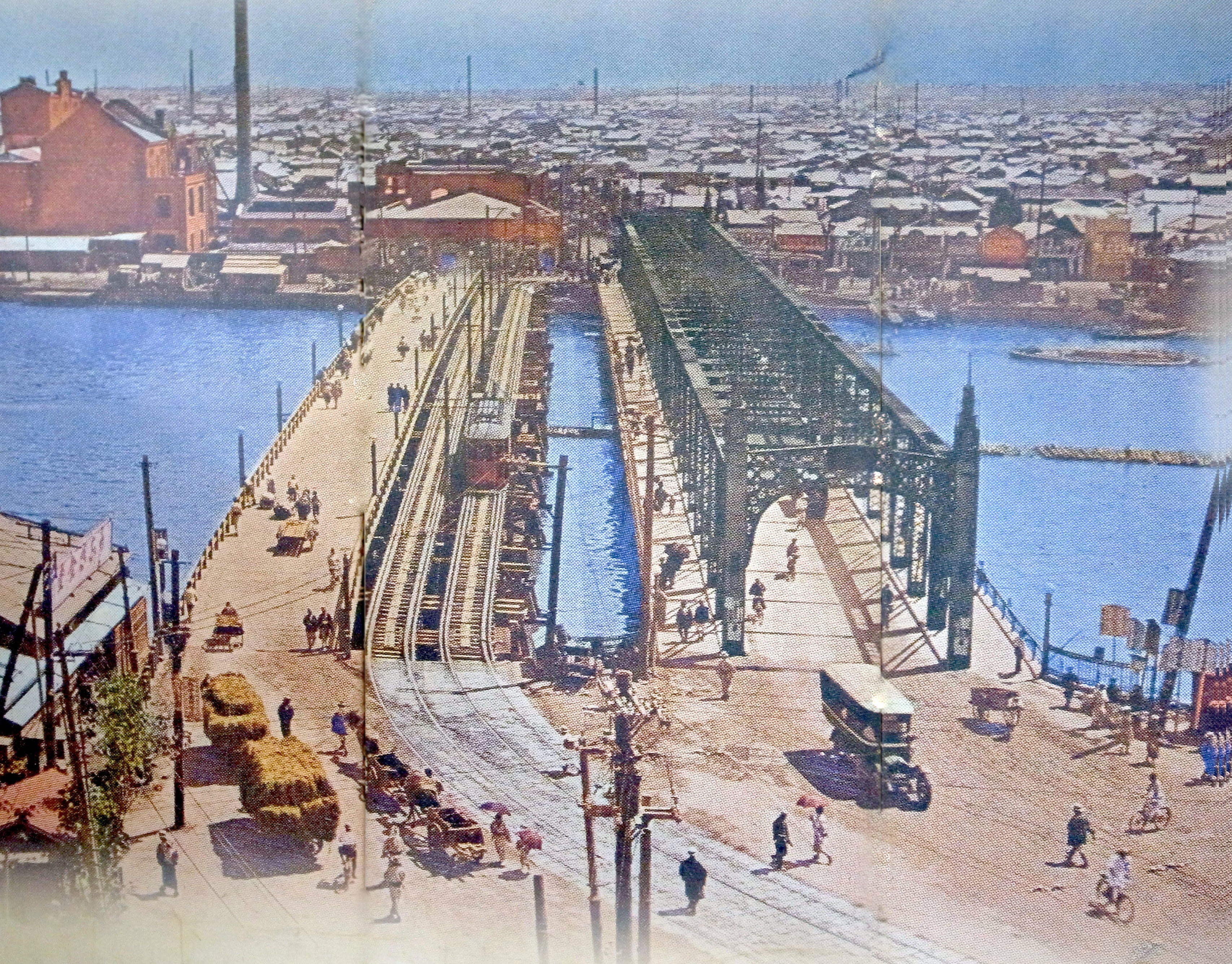
大正期间的吾妻桥。从左边分别是人行桥、铁路桥、公路桥。

吾妻桥（日语：／ Azuma bashi）位于东京都墨田区，是横跨隅田川的桥梁，通过东京都道463号上野月岛线吾妻桥支线（雷门通）。在桥的西岸以桥为界，以北是花川户一丁目，以南是台东区雷门二丁目。东岸是墨田区吾妻橋一丁目。 桥东海岸的隅田区有同名的町，存有一丁目直到三丁目。 

## 地理
此桥西岸的交叉点横跨浅草一丁目，是浅草中心附近的桥梁。桥的东岸是墨田河滨地区，朝日啤酒总部等企业位于此处。另外，作为赏樱名所著称的隅田公园在这座桥梁的南端附近。
东武铁道伊势崎线、东京地铁银座线、都营地铁浅草线 上的浅草站在这座桥的西岸。东岸约500米外有以这座桥冠名的本所吾妻橋站（都营地铁浅草线）。